# Idioma cashinahua
El cashinahuá, cashinahua o kashinawa (autónimo: Hãtxa Kuĩ) es una lengua originaria de Sudamérica de la familia pano hablada por el grupo étnico cashinahua o huni kuin de la amazonía occidental en Brasil y Perú, en el estado de Acre y en el departamento de Ucayali respectivamente.
El código de idioma del cashinahuá es cbs (ISO 639-3).
Los dialectos son kashinawa brasileño, kashinawa peruano y los extintos juruá kapanawa (capanahua del río Juruá) y paranawa.

## Escritura
El cashinahua usa una forma del alfabeto latino desarrollado por misioneros. Se utilizan las vocales tradicionales, excepto la “E”, en las formas corta, larga (doble) y nasal (an, in, on, un). Entre consonantes no se utilizan las letras B, D, F, G, K, L, Q, W.
En Perú se ha establecido un alfabeto oficial a través de la Resolución Directoral n.° 0169-2012-ED y la Resolución Ministerial n.º 303-2015-MINEDU con 18 grafías: a, b, d, e, h, i, k, m, n, p, s, x, t, ts, tx, u, w, y.

## Estado de conservación
El cashinahua según el Endangered Languages Project de acuerdo a una evaluación del 2007 se encuentra amenazado de extinción. En Perú está clasificada por el Ministerio de Educación en 2018 como una lengua vital.

## Otros nombres
- Kashinawa, kaxinawa, tuxinawa, caxinawa, kashinawa, kaxinawá, kaxinawá, kaxynawa, caxinawá, cashinahuá, kaxinauá, kaxinaua[4]
- Autónimo: Hãtxa Kuĩ (huni kuin)[1]